# Ramón M. Castro
Ramón M. Castro är en ort i Argentina.   Den ligger i provinsen Neuquén, i den sydvästra delen av landet, 1 100 km väster om huvudstaden Buenos Aires. Ramón M. Castro ligger 745 meter över havet och antalet invånare är 125.
Terrängen runt Ramón M. Castro är huvudsakligen platt. Ramón M. Castro ligger nere i en dal. Runt Ramón M. Castro är det mycket glesbefolkat, med 7 invånare per kvadratkilometer..
Omgivningarna runt Ramón M. Castro är i huvudsak ett öppet busklandskap.